# Characoma laurea
Characoma laurea är en fjärilsart som beskrevs av Druce 1898. Characoma laurea ingår i släktet Characoma och familjen trågspinnare. Inga underarter finns listade i Catalogue of Life.